# Parc de Milan
Le parc de Milan est un parc public de la ville vaudoise de Lausanne, en Suisse. Il est divisé en deux espaces : la place de Milan à l'ouest et le crêt de Montriond à l'est, sur les flancs sud et sud-ouest duquel se trouve le jardin botanique de Lausanne.

## Situation

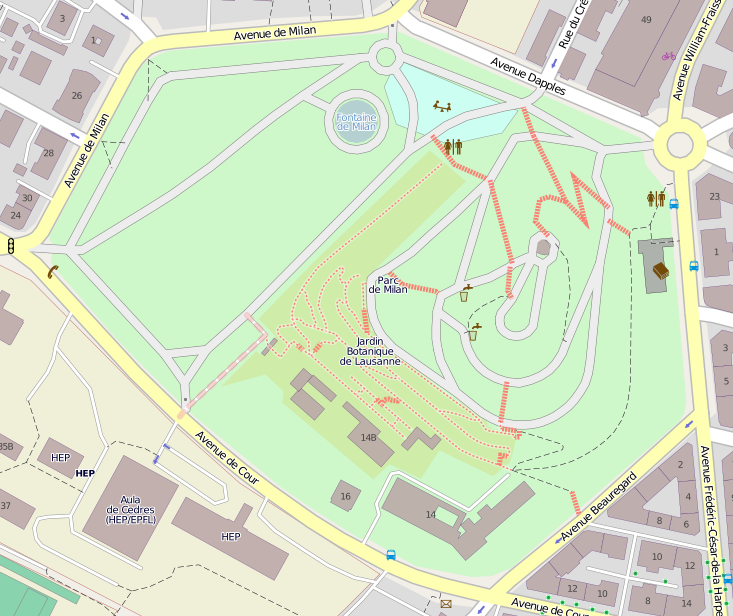
Plan du Parc de Milan.

Le parc de Milan se situe à moins de cinq minutes à pied au sud-ouest de la gare. Il est bordé par l'avenue de Cour au sud-ouest, l'avenue Beauregard au sud-est, l'avenue de la Harpe à l'est, l'avenue Dapples au Nord et l'avenue de Milan, qui en a pris le nom, au nord-ouest. Deux écoles primaires (Floréal et Montriond) se trouvent également aux alentours du parc.

## Description
Le parc est divisé en deux espaces : le « crêt de Montriond » et, à son pied, à l'ouest, la « place de Milan ».
Le crêt de Montriond, aussi appelé « colline de Montriond », atteint une altitude de 37 mètres au-dessus de la place de Milan. Ses flancs dont recouvert d'une forêt de hêtres, de chênes et de frênes et son sommet, accessible à pied, offre un panorama sur la ville et sur le lac Léman. Sur ses flancs sud et sud-ouest s’étale le jardin botanique de Lausanne.
Large espace plat au pied du crêt de Montriond, la place de Milan comporte une aire de jeu, des terrains de sport et une promenade bordée de tilleuls. Elle accueille chaque fin d’année scolaire la « Fête du Bois », le défilé des écoles lausannoises.

## Galerie

### Place de Milan

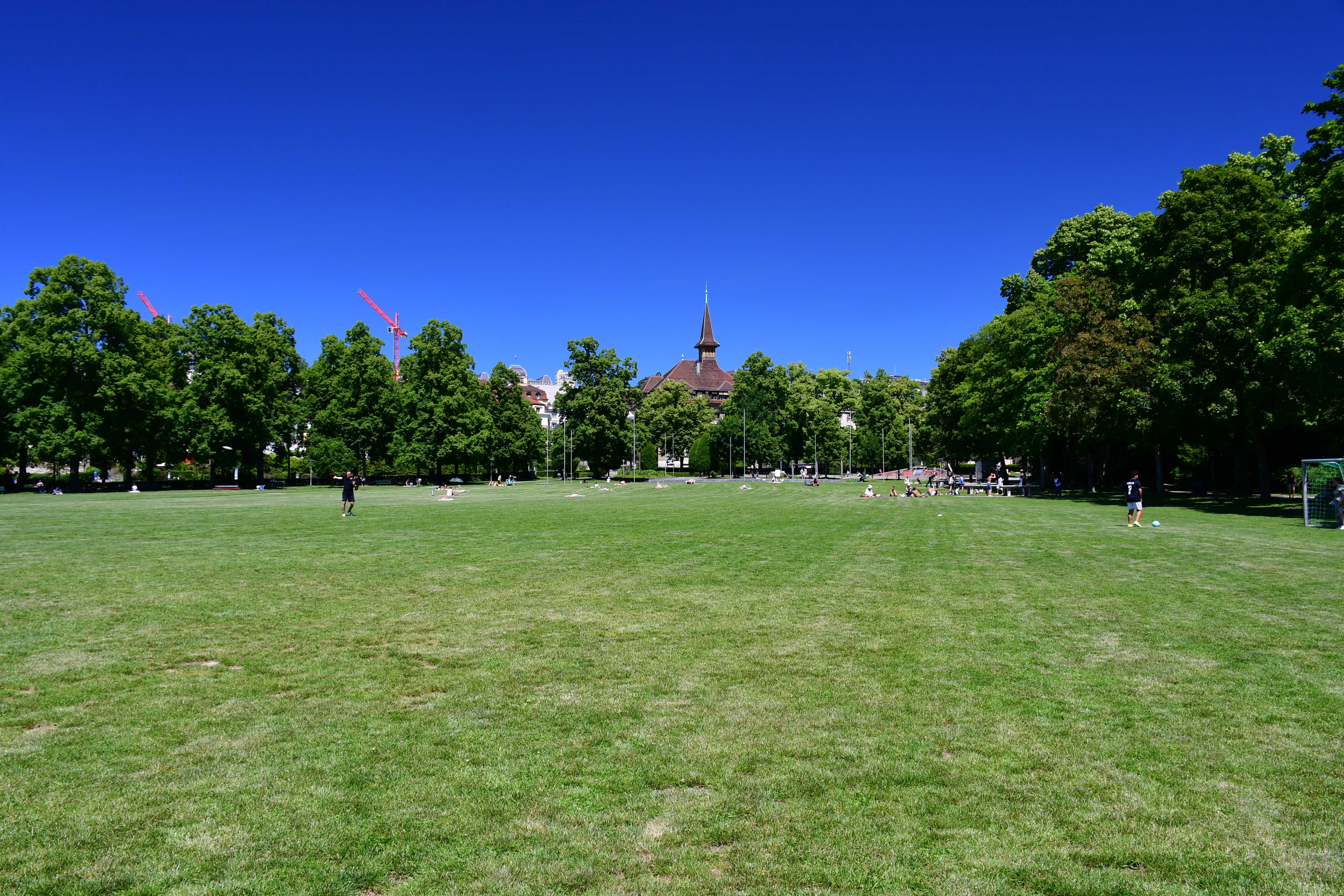
La nord de la place de Milan en mai 2020.
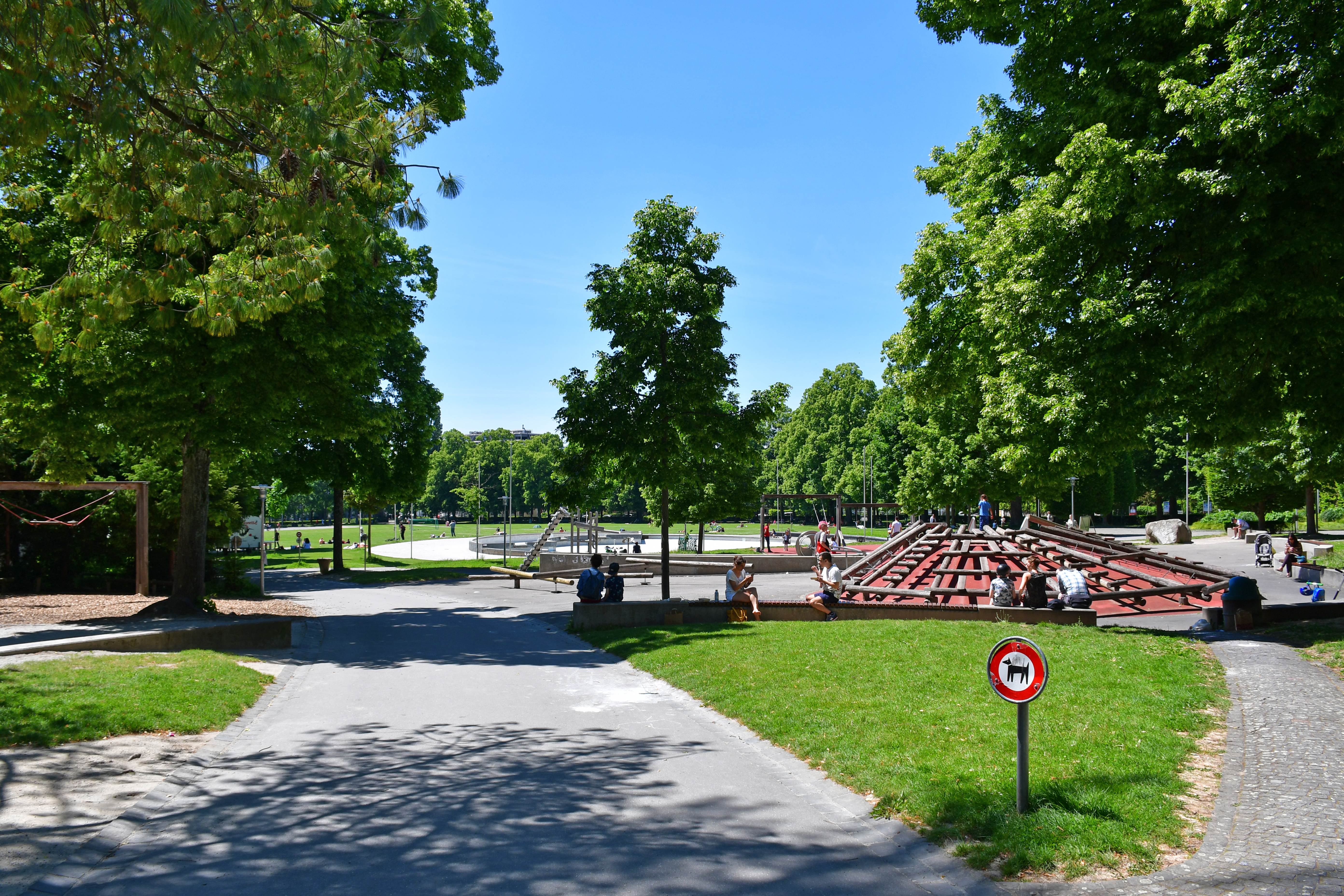
L'aire de jeux du nord de la place et le bassin.
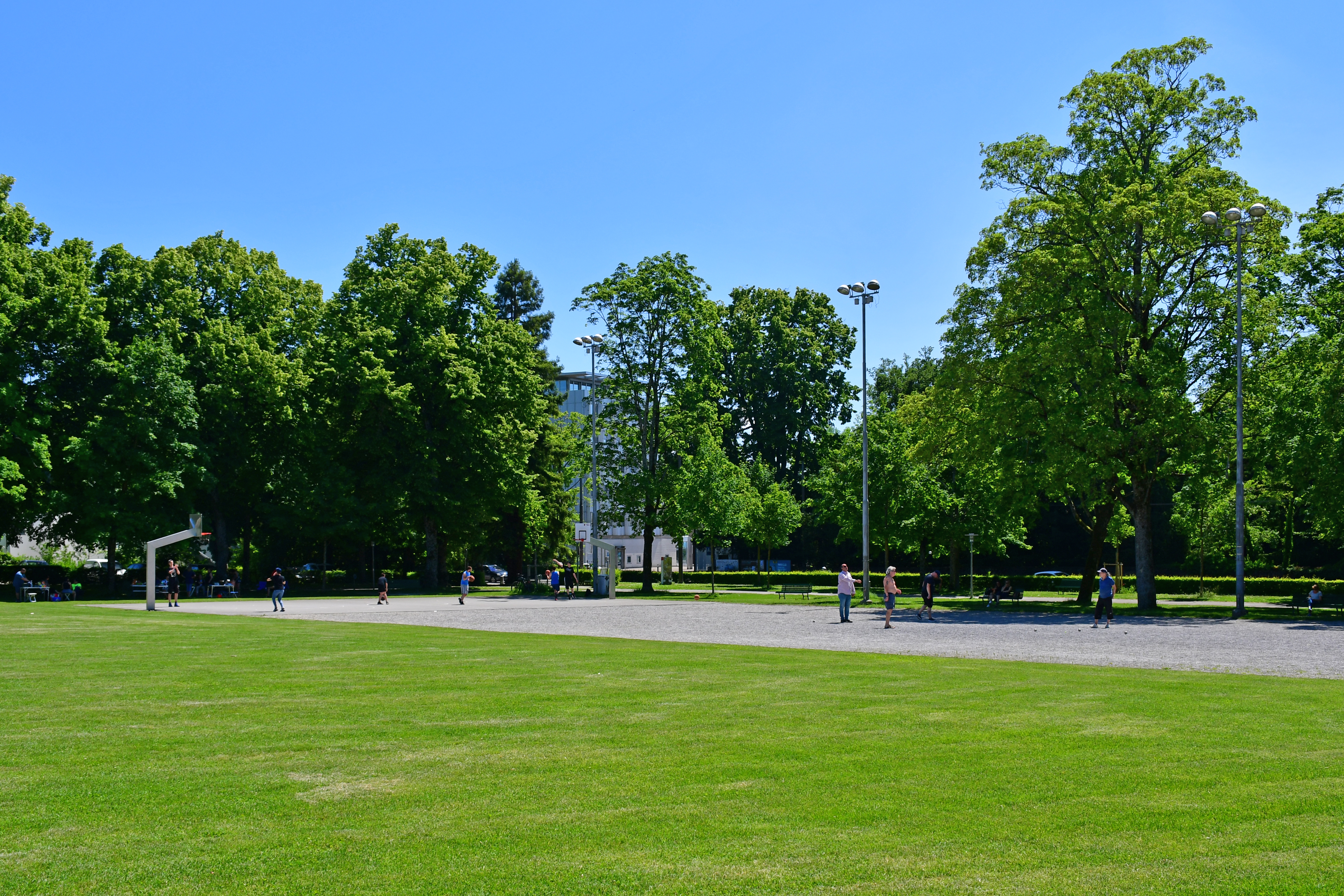
Les terrains de basket et de pétanque du sud de la place.
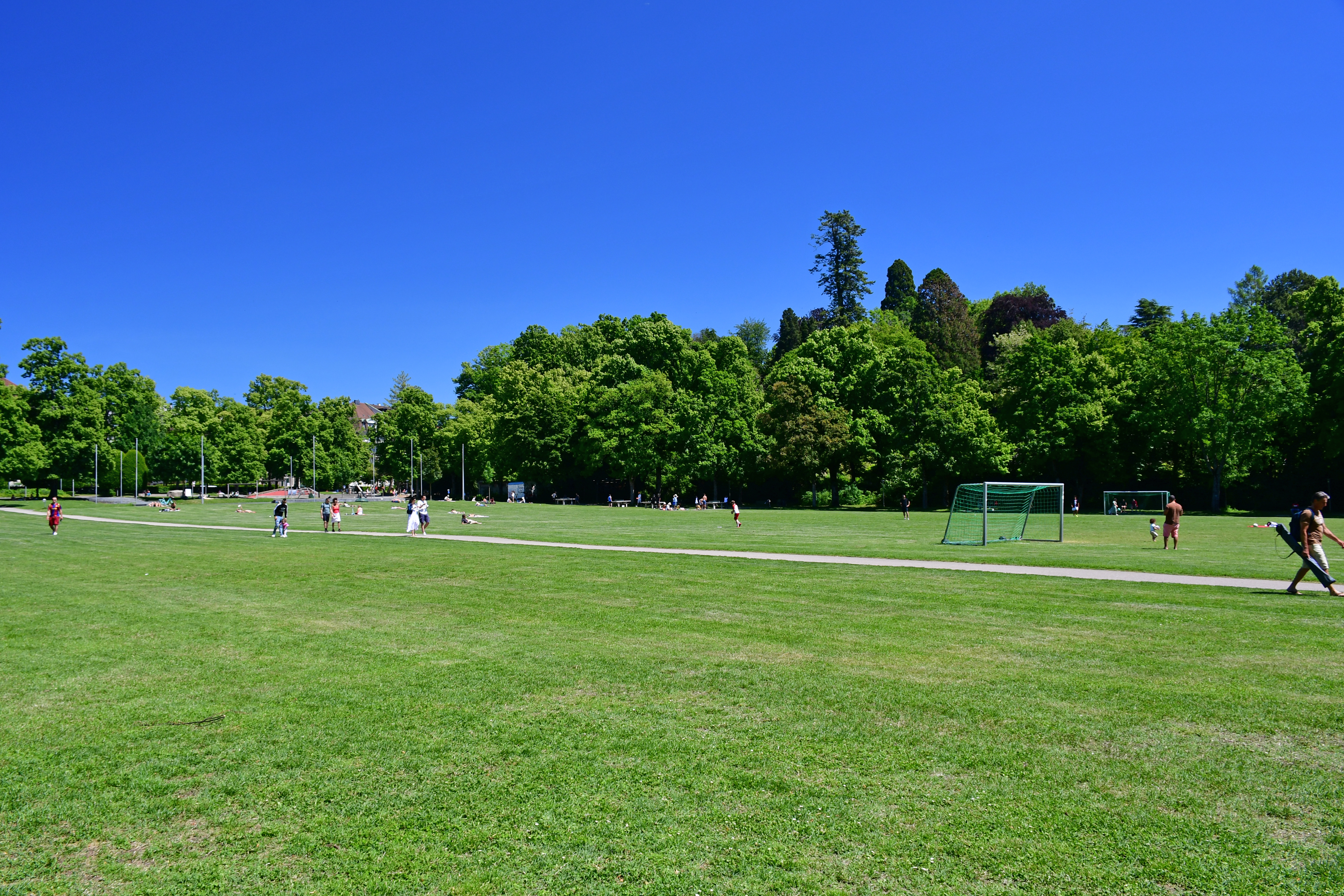
La place avec, au second plan, le crêt de Montriond.

### Crêt de Montriond

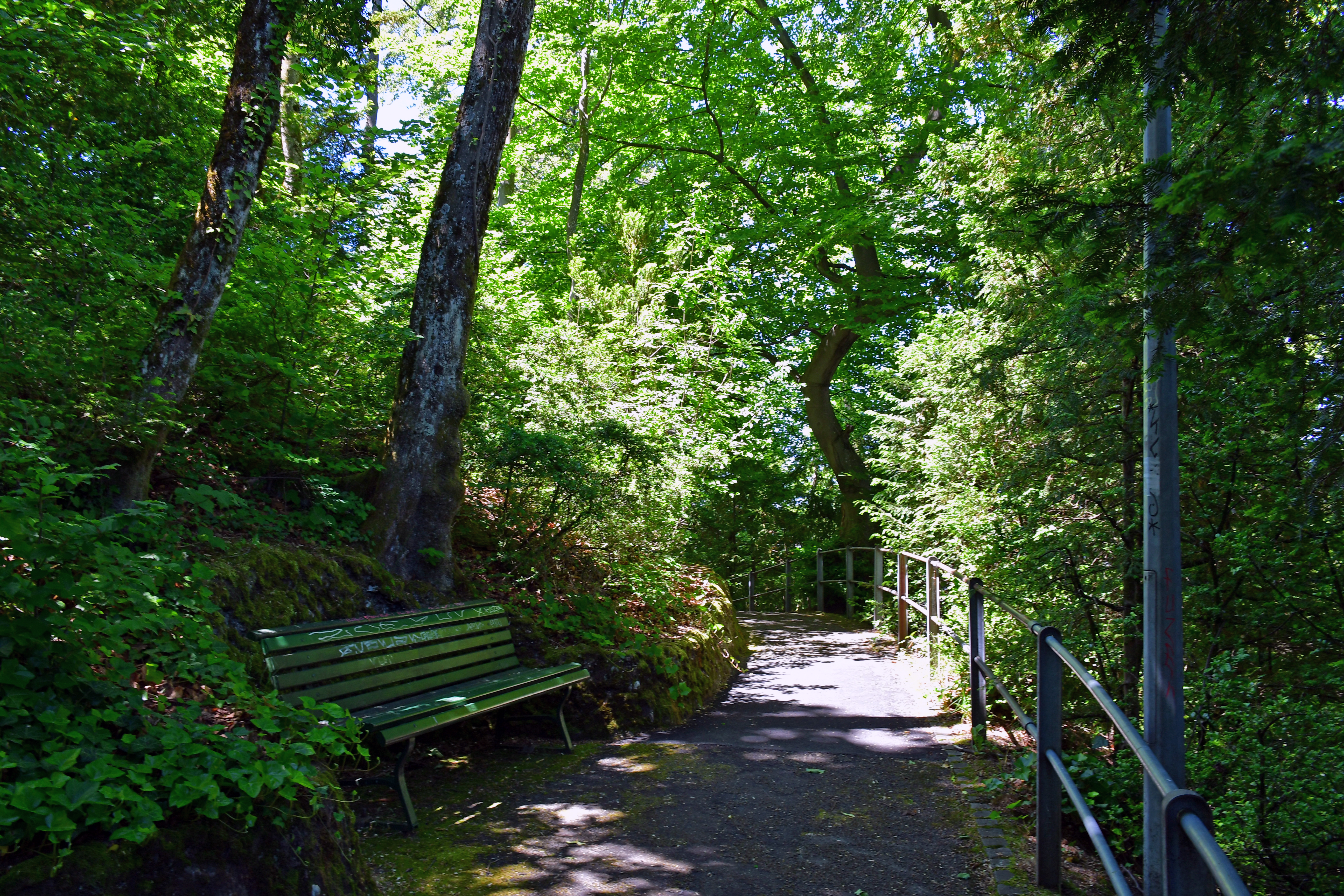
Un des sentiers montant au sommet du crêt.
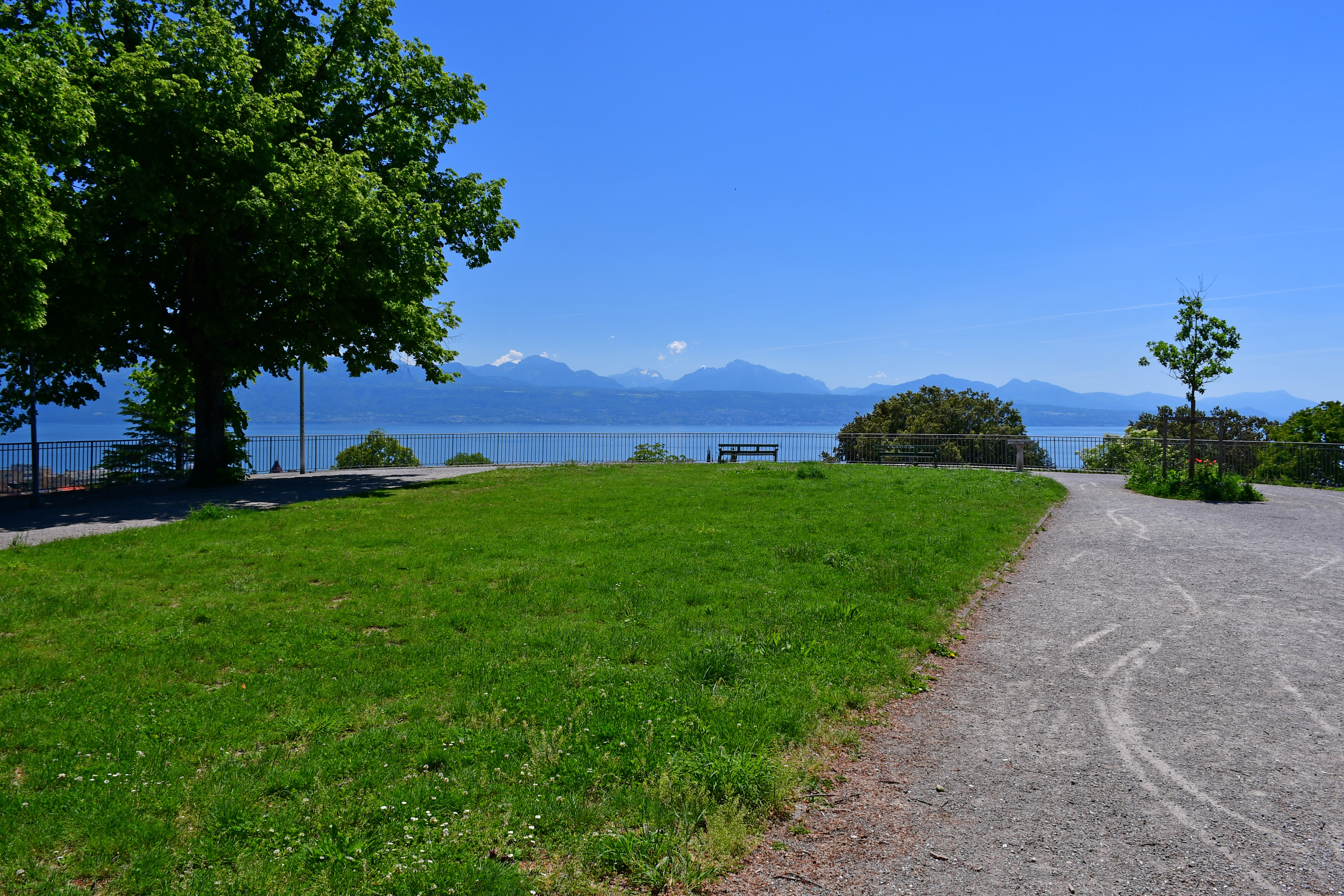
Le sommet du crêt.
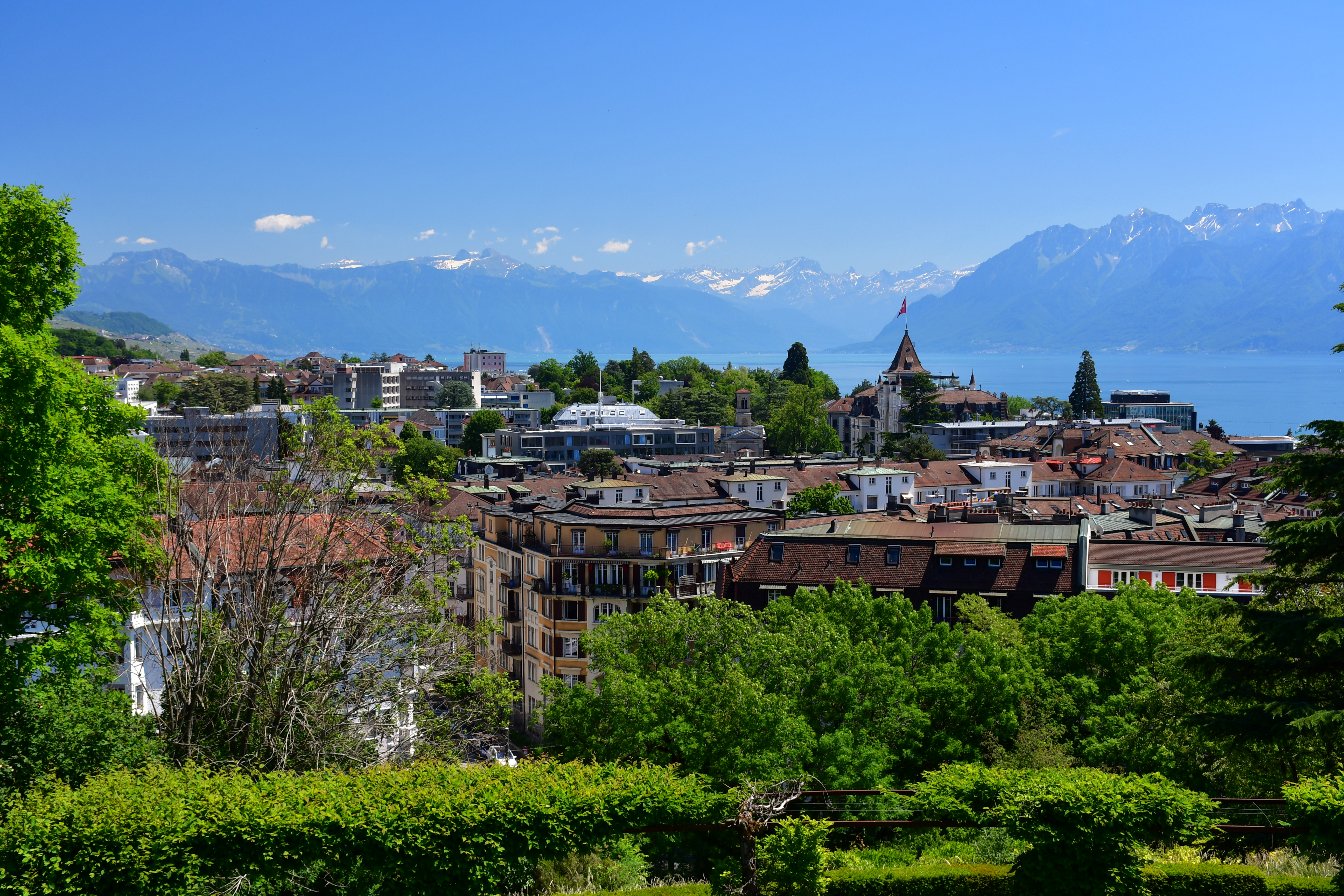
La vue depuis le crêt, en direction du sud-est : le sud de Lausanne, le Léman et les Alpes.

## Histoire
Au XIXe siècle, la campagne de Montriond-le-Crêt, après avoir dépendu de plusieurs propriétaires, appartient au médecin Auguste Verdeil. Au bas de la colline sont aménagés des champs cultivés. En 1894, la ville de Lausanne en rachète une grande parcelle. La ville décide de conserver la forêt du crêt de Montriond et aménage des chemins pour accéder à son sommet. L'affectation des terrains agricoles est, elle, discutée. Certains membres du Conseil communal voudraient y voir passer une nouvelle route ; d'autres, comme le Dr Charles-Justin David, proposent la création d'une place publique réservée aux jeux et à l'organisation de fêtes, analogue à la place de Beaulieu située au nord de la ville, sur laquelle sont alors concentrés ce genres d'évènements. Le 24 octobre 1905, le Conseil communal se rallie à son avis.
Quelques jours auparavant, le 16 octobre, en hommage à la ville de Lausanne qui accueille de nombreux ouvriers italiens travaillant sur le chantier du tunnel du Simplon, la ville de Milan donne le nom de via Losanna à une rue partant du Corso Sempione (it). Le 31 octobre, le Conseil communal de Lausanne rend la politesse à Milan en baptisant « place de Milan » la place dont le sauvetage vient d'être décidé,.
Trois ans plus tard, les travaux débutent, mais sont ralentis faute de crédits. En 1909, le Club équestre y aménage des pistes et des obstacles et le cirque Sarrasin s'y installe. Durant la Première Guerre mondiale, elle redevient une zone agricole ; les cultures maraîchères y font a nouveau leur apparition. Elles subsistent jusqu'en 1921, puis la zone retrouve sa fonction de place de jeux et de fêtes. Malgré tout, dès 1934, les « industries foraines » en sont exclues, et les cirques et ménageries s'installent alors à la place du Tunnel ou à la place de Beaulieu,,.
Peu après l'achat du crêt de Montriond, la ville projette d'y transférer le jardin botanique de l’Université de Lausanne. Ce projet ne devient réalité qu'en 1937, lorsque Alphonse Laverrière est nommé pour en dessiner les plans. Les travaux d'aménagement débutent en 1941. Créé sur les versants sud et sud-ouest de la colline, il est inauguré en 1946,,,.
Durant la Seconde Guerre mondiale, l’application du plan Wahlen transforme à nouveau la place de Milan en zone agricole. Elle retrouve sa vocation de loisirs en 1947, après avoir été remise en état et accueille à nouveau les fêtes foraines lorsque le Comptoir suisse occupe Beaulieu. Les cirques et les installations foraines quittent à nouveau la place de Milan dès 1965 pour la nouvelle place Bellerive, située au bord du lac, à l'ouest d'Ouchy,.
Depuis, le grand pré de la place de Milan est un lieu de détente et de jeux. Un bassin de 28 m de diamètre est installé au nord de la place en mai 1969. Un secteur y est destiné au football, puis un autre, au sud, à la pétanque en 1972. Le défilé de la Fête du Bois, la fête des écoles, s'y termine pour les écoles enfantines depuis 1956. C'est également le cas du défilé de la fête des écoles primaires depuis 1995.

### Autres références
1. ↑  Guide touristique Lausanne Découvertes, page 7
2. ↑  « Guichet cartographique de la ville de Lausanne » (consulté le 20 juin 2020).
3. 1 2 3 4 5 6  « Place de Milan, crêt de Monriond: un parc aux mille usages », sur www.lausanne.ch (consulté le 20 juin 2020).
4. 1 2  Polla 1987, p. 167
5. 1 2  Polla 1987, p. 168
6. 1 2 3  Polla 1987, p. 170
7. ↑  Pierre Frey, Alphonse Laverrière, 1872-1954 : parcours dans les archives d'un architecte, Lausanne, Presses polytechniques et universitaires romandes, 1999, 276 p. (ISBN 2-88074-416-4, lire en ligne).
8. ↑  Dagmar Böcker/Françoise Senger, « Laverrière, Alphonse » dans le Dictionnaire historique de la Suisse en ligne, version du 24 janvier 2020.
9. ↑  « Vaud tribunal administratif », sur entscheidsuche.ch, 9 novembre 2017 (consulté le 20 juin 2020).
10. ↑  « À Sauvabelin », sur www.rts.ch (consulté le 20 juin 2020).